# Christopher Beaumont
Christopher Beaumont (1957) è il ventitreesimo signore di Sark.

## Biografia
Figlio di John Michael Beaumont e Diana La Trobe-Batemant, dopo avere servito per 24 anni come ingegnere nell'esercito inglese ed aver raggiunto il grado di maggiore, ha assunto il titolo di Signeur alla morte del padre, il 3 luglio 2016.